# Carlos Prieto Martos
Carlos Prieto (Mérida, España, 2 de febrero de 1980) es un jugador de balonmano español. Jugó en la posición de pivote y ya está retirado profesionalmente. Ha sido internacional con la selección de balonmano de España, con la que jugó los Juegos Mediterráneos de Almería de 2005 y los juegos Olímpicos de Pekín 2008. Mide 2,03 metros y pesa 109 kg. Actualmente trabaja en el ámbito del desarrollo social, donde a través de su programa Share & Play ayuda a los niños a desarrollarse personalmente a través del deporte.  También trabaja para la Federación Europea de Balonmano como Especialista Científico y lidera varios proyectos educativos con la Comisión Europea.

## Equipos
- FC Barcelona (1997 - 1999)
- BM Gáldar (1999 - 2002)
- BM Ciudad Real (2002 - 2007)
- BM Valladolid (2007 - 2009)
- Rhein Neckar Löwen (2009 - 2010)
- RK Celje (2010 - 2012)
- Bergischer Löwen (2012)
- AG København (2012)
- Kadetten Schaffhausen (2012 - 2013)
- HSG Wetzlar (2013 - 2016)
- TV 05/07 Hüttenberg (2019)
- New York City Handball Club (2019)

## Palmarés
- 4 veces campeón de la Liga ASOBAL: 1997-1998, 1998-1999, 2003-2004 y 2006-2007
- 2 veces campeón de la Copa del Rey: 1997-1998 y 2002-2003
- 2 veces campeón de la Supercopa de España de Balonmano: 1997-1998 y 2004-2005
- 4 veces campeón de la Copa ASOBAL: 2003-2004, 2004-2005, 2005-2006 y 2006-2007
- 3 veces campeón de la Copa de Europa de Balonmano: 1997-1998, 1998-1999 y 2005-2006
- 2 veces campeón de la Recopa de Europa de Balonmano: 2002-2003 y 2008-2009
- 4 veces campeón de la Supercopa de Europa de Balonmano: 1997-1998, 1998-1999, 2005-2006 y 2006-2007
- 1 vez campeón de la Superglobe:2007
- 1 vez campeón de la Supercopa de Eslovenia: 2010
- 1 vez campeón de la Supercopa de Suiza: 2012

### Selección de España
- Medalla de oro en los Juegos Mediterráneos de Almería de 2005
- Medalla de bronce en los Juegos Olímpicos de Pekín 2008